# Марсель Жакоб
Марсель Жакоб (фр. Marcel Jacob; нар. ? — пом. ?) — французький автогонщик 1930-х років, переможець Provence Trophy 1933 року.

## Відомості
Дата народження та смерті Марселя Жакоба невідомі. 

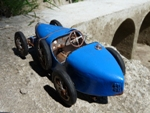
Bugatti Type 35B

Його ім'я з'являється у гоночних хроніках у 1932-му, коли Жакоб узяв участь у І Гран-прі Лотарингії в класі вуатюретт 25 червня. Його автівкою був Rosengart з двигуном 700 см3. Також його прізвище згадується у гонках з підйому на пагорб у Шато-Тьєррі того року.
У 1933 він брав участь у Гран-прі По, Дьєппу, Ля Болю та Альбі, на всіх показавши добрі результати, пілотуючи Bugatti T35С. Тоді ж він виграв Provence Trophy у класі більше 2000 см3 на Bugatti T35В.
У 1934 році Жакоб брав участь у італійських перегонах з підйому на пагорб та аналогічних перегонах у Шато-Тьєррі.